# Кроче ди Казале (Казерта)
Кроче ди Казале је насеље у Италији у округу Казерта, региону Кампанија.
Према процени из 2011. у насељу је живело 342 становника. Насеље се налази на надморској висини од 104 м.